# Kórsun-Shevtchênkivski

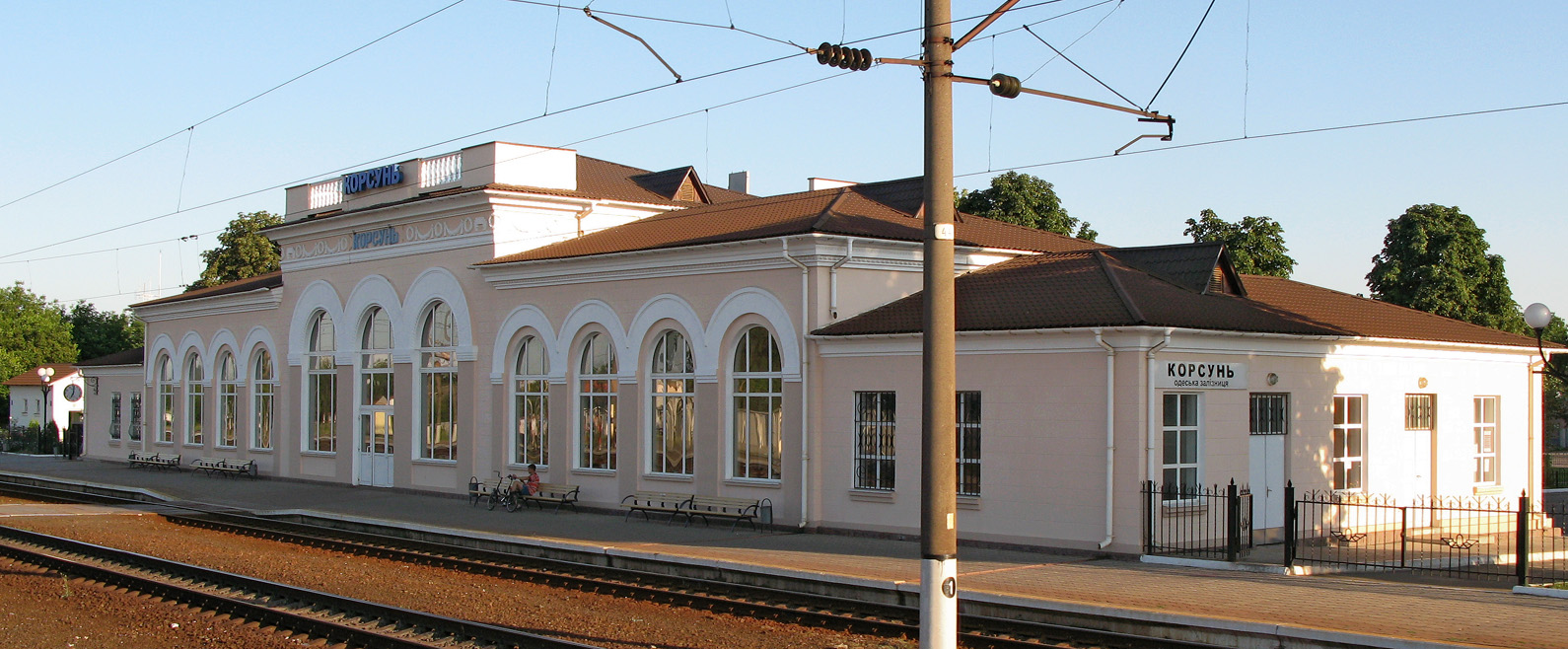
Estação Ferroviária

Kórsun-Shevtchênkivski (em ucraniano:  Ко́рсунь-Шевче́нківський; em polonês/polaco:  Korsuń Szewczenkowski) é uma pequena cidade localizada no Oblast de Tcherkássi, no centro da Ucrânia. A cidade fica às margens do rio Ros, e é o centro administrativo do Raion Kórsun-Shevtchênkivski.

## História
O nome da cidade vem da cidade grega de Quersoneso (em grego: Χερσόνησος; em latim: Chersonesus; traduzida como Kórsun) na península da Criméia. Uma fortaleza foi fundada em Kórsun em 1032, pelo príncipe Yaroslav, o Sábio, do Rus' de Kiev, e serviu de proteção a Kiev de nômades das estepes do sul. Em 1240, Kórsun foi destruída por Batu Khan, e em 1584 uma base militar foi estabelecida na cidade.
Nos primeiros tempos modernos, o lugar pertencia à Comunidade Polaco-Lituana, durante a qual outra fortaleza foi construída e a cidade recebeu os direitos de Magdeburgo (seu reconhecimento como cidade autônoma). Em 1630, rebeldes cossacos liderados por Taras Fedorovitch atacaram a cidade e destruíram sua guarnição polonesa. A cidade foi arrasada pelas forças polonesas durante a rebelião cossaca de 1637, liderada por Pavlo Pavliuk. Em 1648, ela foi palco da Batalha de Korsuń, durante a Revolta Khmelnytsky. Em 1768, durante a rebelião Koliivschina, a guarnição polonesa foi destruída pelas forças de Maksim Zalizniak.
Em 1793, Kórsun foi anexada ao Império Russo. Em 1903, uma das maiores fábricas de tintas de todo o Império Russo foi construída em Kórsun. No período da Segunda Guerra Mundial (1941-1945), o Exército Vermelho soviético derrotou as forças alemãs na área em torno de Kórsun, durante o episódio conhecido como Bolsão de Kórsun. Em 14 de fevereiro de 1944, Kórsun foi liberada das forças alemãs.
A agricultura e a economia agrícola de Kórsun foram logo reconstruídas nos anos do pós-guerra. Até 1944 a cidade era conhecida simplesmente como Kórsun, mas mais tarde ao seu nome original foi adicionada uma homenagem a Taras Shevchenko, um famoso poeta e artista ucraniano.

## Economia
Kórsun-Shevtchênkivski possui a estação ferroviária Kórsun, na linha férrea Kiev-Zvitkovo. ALém da atividade agrícola, Kórsun-Shevtchênkivski também possui muitas industrias, incluindo fábricas mecânicas, uma fábrica de material de construção, uma fábrica de asfalto, uma indústria vinícola, e fábricas de costura.

## Cultura
- Um complexo de parques pertencente ao antigo palácio da família nobre Lopukhinikh-Demidovikh, considerado um dos melhores complexos de parques naturais no estilo do romantismo na Ucrânia. O parque foi construído em 1782 a pedido do nobre Stanisław Poniatowski, mais tarde rei da Polónia e do Grão-Duque da Lituânia. Em meados do século XIX, o parque foi decorado com muitas esculturas. Além disso, pequenas pontes foram adicionadas a ele. Área total do parque é de 97 hectares.
- O palácio da nobre família Lopukhinikh-Demidovikh.
- A reserva histórica-cultural de Kórsun-Shevtchênkivski.
- O museu dedicado à história da Batalha de Kórsun-Shevtchênkivski.[2]

## Cidades gêmeas e irmãs
- Chojnice, Polônia

- Gifhorn, Alemanha

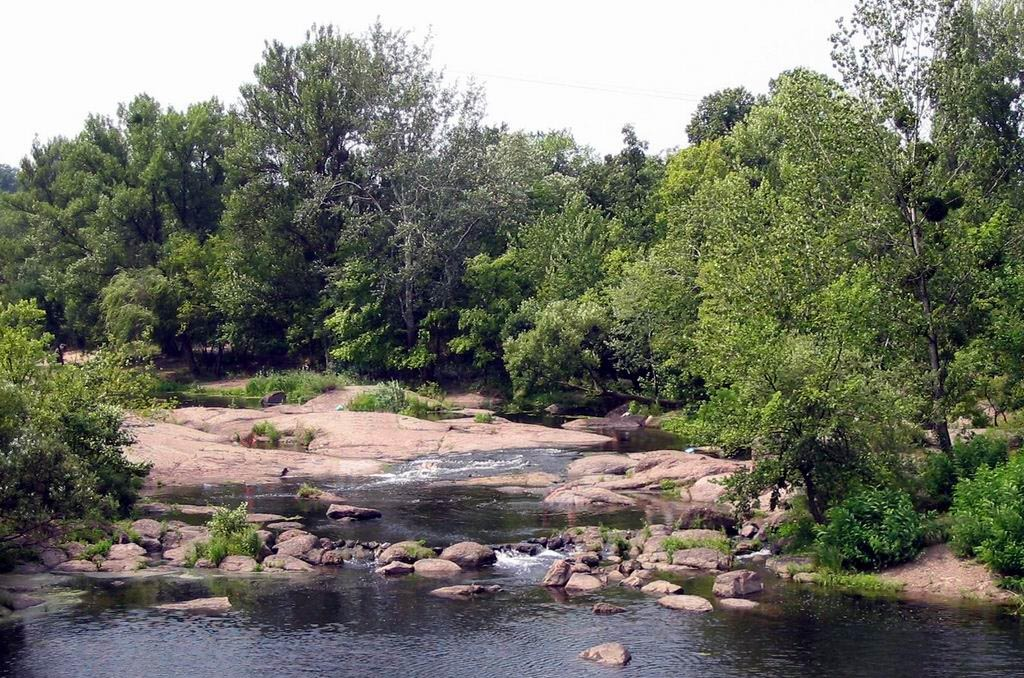
Um braco do rio Ros' perto do palácio da família Lopukhinikh-Demidovikh.
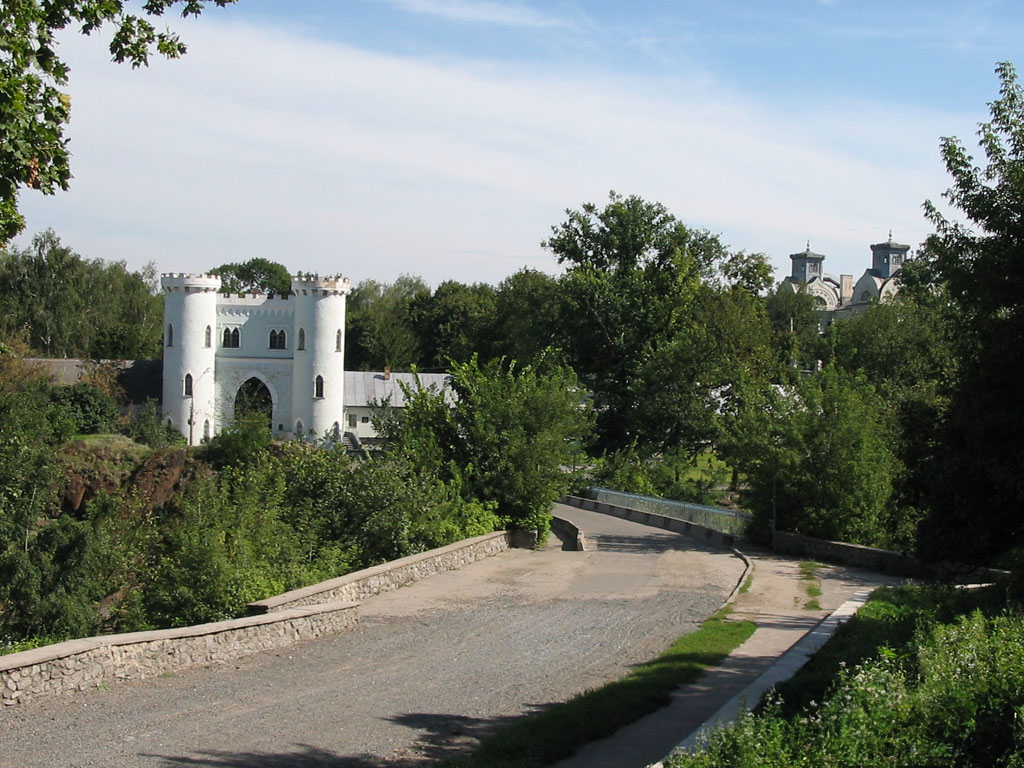
Entrada do palácio da família de Lopukhinikh-Demidovikh.
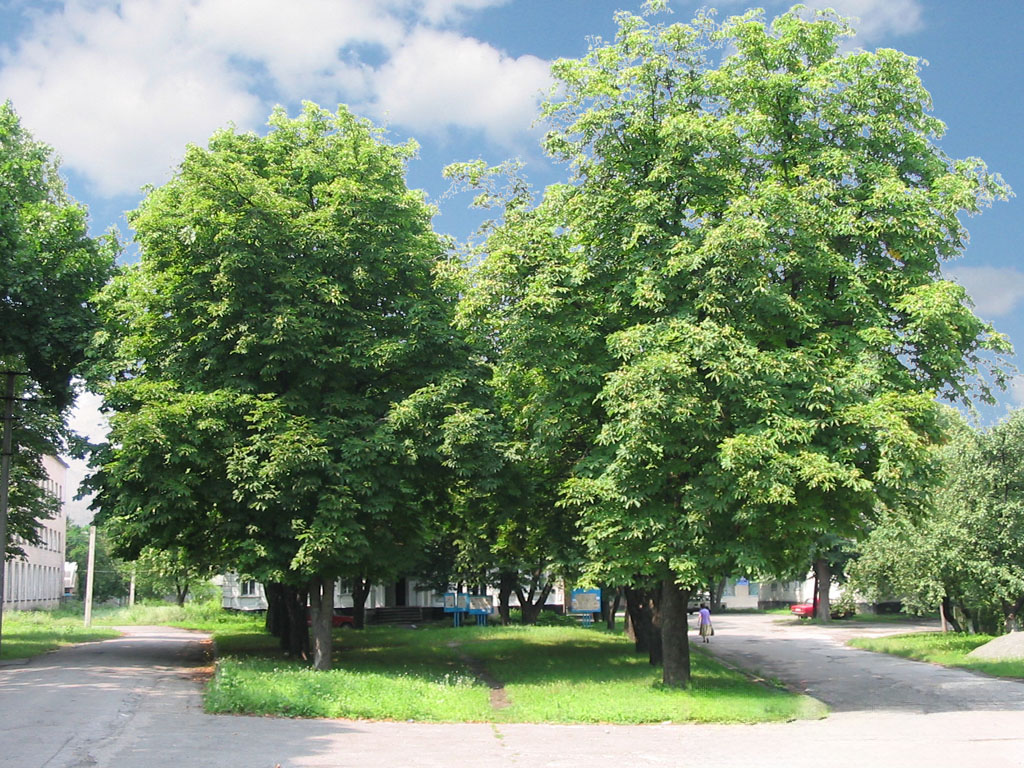
Centro da cidade de Kórsun-Shevtchênkivski.